# Obročasta meglica
Obróčasta meglíca (tudi Kolobárjasta meglíca, Messier 57 ali NGC 6720) je planetarna meglica v ozvezdju Lire. Meglica je najbolj znana predstavnica planetarnih meglic. Šibko središčno zvezdo, belo pritlikavko z navideznim sijem 15,8m, obkroža krogelna lupina zelo razredčenih plinov. Obroč meglice v premeru znaša 1,3 svetlobnega leta ali 70 ločnih sekund. Od Sonca je oddaljena 0,7 kpc, oziroma 2300 svetlobnih let. Meglico je leta 1779 odkril francoski astronom Antoine Darquier de Pellepoix. Središčno zvezdo je odkril leta 1800 nemški astronom Friedrich von Hahn (1742–1805).
Huggins je leta 1864 preučil spektre več meglic in odkril, da imajo ta telesa, vključno z M57, svetle emisijske črte, ki so značilne za svetleče sijoče pline. Zaključil je, da večina planetarnih meglic ni sestavljena iz nerojenih zvezd, kakor so menili pred tem, ampak so megličaste.
V binokularjih meglica ni vidna, v srednje velikem daljnogledu (60 mm) pa se pokaže kot majhen oblaček nežne svetlobe, ki proti središču zatemni. Z 200 mm daljnogledom in 45-kratno povečavo je disk nezgrešljivo ovalne oblike, temnejši srednji del pa je dobro viden. Vse postane mnogo očitneje pri večjih povečavah.
Planetarne meglice so na vesoljski časovni lestvici izredno kratkožive, saj se plini, ki jo sestavljajo, širijo na vse strani v Vesolje in se tako počasi redčijo in porazgubijo. M57 zato nejverjetneje v nekaj 10.000 letih ne bo več.